# Laques (general)
Laques (en: griego, Λάχης; n. 475 a. C. en Atenas, Grecia-f. 418 a. C. en Mantinea, Grecia) fue un aristócrata ateniense, hijo de Melanopo. Estratego ateniense durante la guerra del Peloponeso. 
En el verano del 427 a. C., comandó con Caréades, una flota de veinte naves, para ayudar a los aliados atenienses contra Siracusa. Cuando Caréades murió en 426 a. C. tomó el mando supremo de la flota y forzó a las ciudades de Milas y Mesina a rendirse.
Sin embargo debido al nombramiento anual de los generales, fue reemplazado al principio de 425 a. C. en el mando máximo por Pitodoro. La primera expedición ateniense a Sicilia terminó mal. Al regreso de Laques a Atenas fue enjuiciado por Cleón, pero fue absuelto de todos los cargos. Su juicio fue satirizado por Aristófanes en su obra Las avispas, v. 240, 836, 895.
En 423 a. C., Laques propuso con éxito a la Asamblea ateniense un armisticio con Esparta. Sin embargo, solamente duró un año. Pero después de que Cleón muriera en 422 a. C., Laques y Nicias pudieron negociar una paz ligeramente más larga, la paz de Nicias. 
En 418 a. C. la paz fue rota debido a la ayuda de Atenas a los espartanos rebeldes. Laques fue nombrado general otra vez y murió en la desastrosa derrota ateniense de la batalla de Mantinea.
Hubo un posterior Laques que fue arconte en 400-399 a. C., en la época de la muerte de Sócrates.
El diálogo platónico Laques tiene como protagonista a Laques como el estereotipo de general conservador.